# René Higuita
José René Higuita Zapata (pronunție în spaniolă [reˈne iˈɣita]; n. 27 august 1966, Medellín, Columbia) este un fost portar de fotbal columbian poreclit El Loco („Nebunul”). Rene Higuita a fost bine cunoscut pentru stilul său de joc prin care adopta o poziție de libero, ieșind mult în fața porții pentru a respinge și a recupera mingi, încercând chiar și driblinguri,si prin acrobatia sa pe nume "el scorpion" care a fost desfasurata in anul 2008.
Stilul de joc al lui Higuita, care a fost prezentat pentru prima dată pentru o audiență globală la Campionatul Mondial din 1990, a influențat portarii să preia mai multe responsabilități pentru faze care se petrec departe de poartă. IFFHS îl consideră pe Higuita al optulea cel mai bun portar din istoria Americii de Sud.

### Goluri la națională
Sursă.
| #  | Data             | Locul de desfășurare                           | Adversarul | Scor | Rezultatul | Concurs                    |
| -- | ---------------- | ---------------------------------------------- | ---------- | ---- | ---------- | -------------------------- |
| 1. | 19 mai 1988      | Helsinki Stadionul Olimpic, Helsinki, Finlanda | Finlanda   | 2-1  | 3-1        | Amical                     |
| 2. | 3 februarie 1989 | Estadio Centenario, Armenia, Columbia          | Peru       | 1-0  | 1-0        | Copa Centenario de Armenia |
| 3. | 3 iulie 1989     | Stadionul Fonte Nova, Salvador, Brazilia       | Venezuela  | 1-0  | 4-2        | Copa America 1989          |

## Palmares

### Club
- Atlético Nacional:
  - Copa Libertadores: 1989; 
  - Copa Interamericana: 1990.
  - Liga Columbiană: 1991, 1994.

### Individual
- Golden Foot Legends Award: 2009[6]